# Alviksskolan

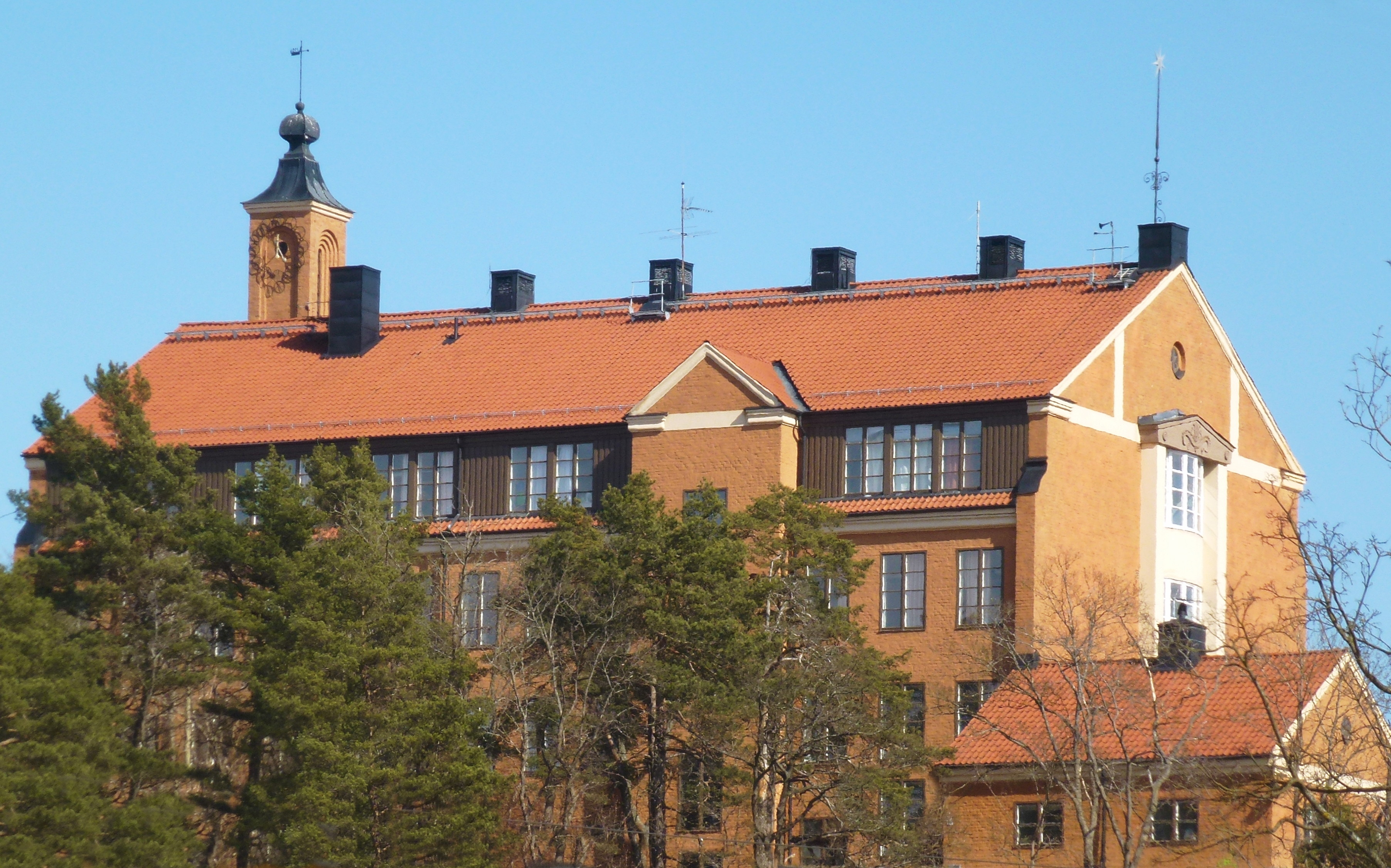
Alviksskolan, Tornskolan, 2013

Alviksskolan är en kommunal grundskola i stadsdelen Alvik i Västerort, Stockholms kommun med ca 1100 elever. Skolan har undervisning i årskurserna F-6 samt i årskurserna 7-9 och har adress på Tranebergsvägen 79 i Alvik nära Tranebergsplan och på gränsen mot stadsdelen Traneberg.

## Verksamhet

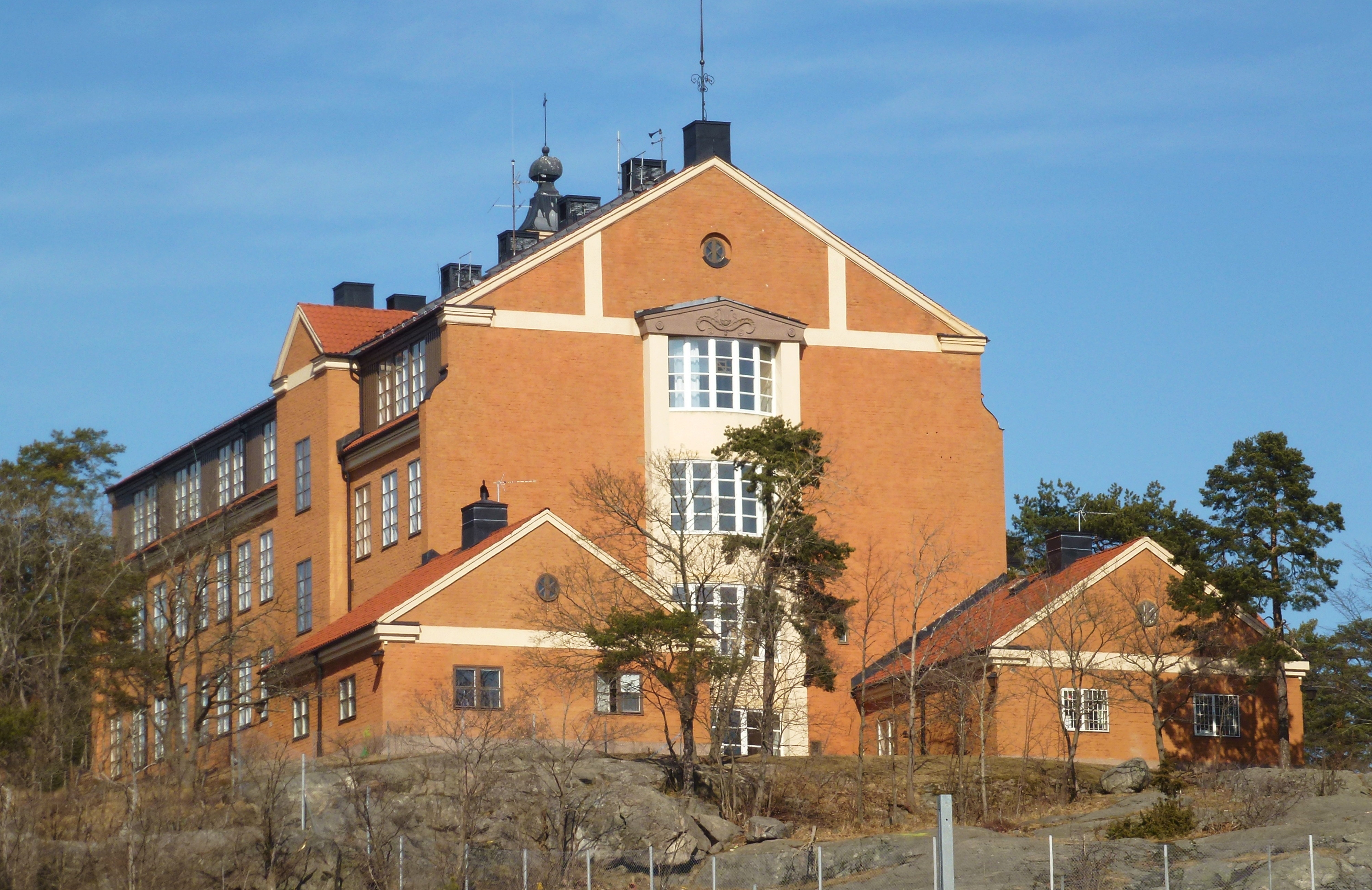
Alviksskolan, Tornskolan, 2013

Alviksskolans område har fem enheter i årskurserna F-9, det vill säga förskoleklass samt klasserna 1-9. De fem enheterna är  F-3 Alviksskolan, F-3 Ulvsundaskolan, åk 4-6 med tillhörande fritidsklubb, åk 7-9 samt F-9 Hörselklasser. I de olika enheterna arbetar grundskollärare, fritidspersonal, barnskötare, speciallärare, specialpedagoger och resurspedagoger. Varje enhet leds av biträdande rektor.
År 1967 revs det gamla skolhuset från 1882 och samma år tillkom Sveriges första hörselklasser på initiativ av den dåvarande rektorn Nils Hagnell. Alviksskolans hörselklasser är en del av en kommunal grundskola med elever från F-9 samt fritidshem. Alviksskolan har totalt cirka 1100 elever varav cirka 120 i hörselklasserna. Hörselklasserna finns i två skolbyggnader, båda specialbyggda utifrån hörselskadade elevers behov. I de specialbyggda skolbyggnaderna finns tekniska lösningar som minimerar störande ljud, både inne i lokalerna och utifrån. De hörselskadade grundskoleeleverna följer samma läroplan och kursplaner som den övriga grundskolan. Hörselklasserna är en del av en stor grundskola. Klasserna har gemensam skolgård, matsal, elevvård och klassrum för de praktiskt estetiska ämnena. Flera av lärarna arbetar både i hörselklasserna och i skolans övriga klasser.
Ulvsundaskolan är en annexskola till Alviksskolan med ca 60 barn i F-3 och har lågstadium i årskurserna 1-3. Skolan ligger i Johannesfred. Skolan har en stor skolgård med asfalt, fotbollsplan och lekpark. Barnen har också tillgång till ett mindre skogsområde som ligger alldeles bakom skolan. Skolan har stora lokaler, som är uppdelade på tre våningar.

## Historik

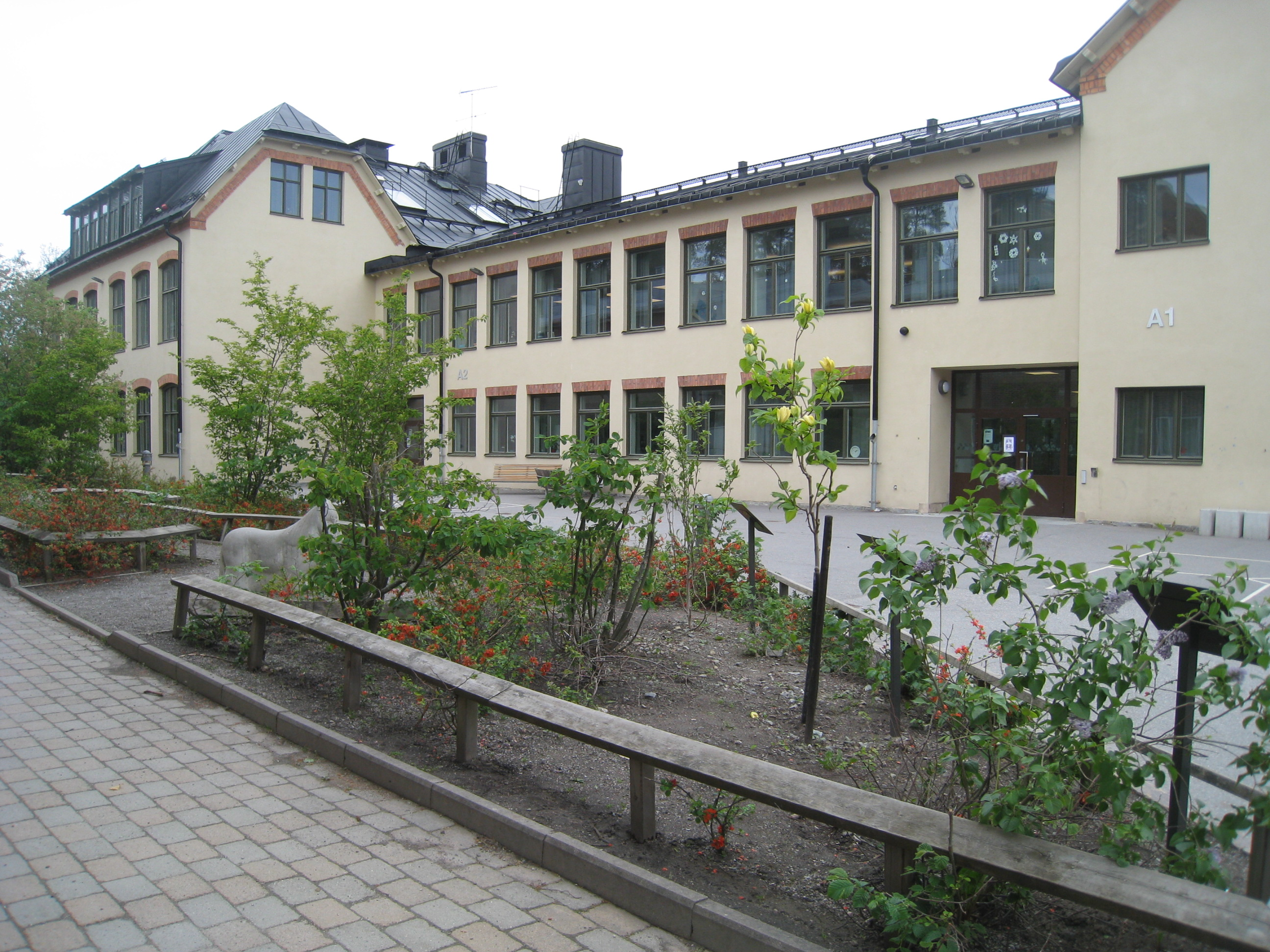
Alviksskolan, den äldsta byggnaden från 1898, är A-husets byggnad.

År 1898 donerade firma Lars Montén & Co ett stort område, drygt 40 ar stort område, på bergshöjden i Alvik, benämnt Skolhustomt nr 1, att användas till skola vid Alvik, nuvarande Tranebergsvägen 67-77. Den första skolbyggnaden vid Alvik var en träbyggnad. Den byggdes 1882 och låg på samma plats som den nuvarande skolan, men den "röda träbyggnaden" finns inte längre kvar, den revs 1967 och på den platsen byggdes hörselklassernas hus (D-huset, 1967). Strax före sekelskiftet vid 1900 byggdes de första av de nuvarande skolbyggnaderna (A-huset, 1898). Skolbyggnaderna utökades så småningom till hela skolkomplex med fyra huvudbyggnader. A-huset fick en tillbyggnad (A-husets tillbyggnad, 1909), Tornskolan (B-huset, 1925) byggdes, och det fjärde skolhuset byggdes (C-huset, 1939). Den byggnad som syns runt om i hela omgivningen är den med det lilla tornet, Tornskolan, som ritades av arkitekten Georg A. Nilsson.Skolan är idag en skola för årskurs 1-9. Hörselklasserna finns i två skolbyggnader, båda specialbyggda utifrån hörselskadade elevers behov.
I Brommas skolhistoria är Alvikskolan en av de äldre skolorna i Bromma. Från 1882 är Alviks skola utbyggd i etapper.
- 1882 togs "Bromma skola" i Alvik i bruk, det var en röd träbyggnad, i den byggnaden fanns det bara en lärosal, så folkskolan fick läsa på förmiddagen och småskolan på eftermiddågen, den byggnaden revs 1967 och D-huset tillkom (se nedan under 1967)
- 1898 blev nästa skola klar i Alvik, A-huset, det var ett stenhus med 4 lärosalar och vissa andra utrymmen, detta A-hus byggdes till 1909 (se nedan under 1909)
- 1909 fick A-huset i Alvik en tillbyggnad med ytterligare 7 lärosalar
- 1925 byggdes Tornskolan, det så kallade B-huset, i Alvik (arkitekt Georg A. Nilsson)
- 1939 fick Alviksskolan sitt fjärde skolhus, C-huset, en ny del i öster (arkitekt Ahrbom & Zimdahl)
- 1950 byggdes Baracken på Alviksskolan
- 1967 rev man skolhuset från 1882 och på den platsen byggdes hörselklassernas hus, D-huset, tillkom i Alvik (se nedan)
- 2000 byggdes ytterligare lokaler, bland annat för Alviks hörselgymnasium, som bedriver en kommunal gymnasieskola och Vuxengymnasium för hörselskadade.

## Fotogalleri Tornskolan

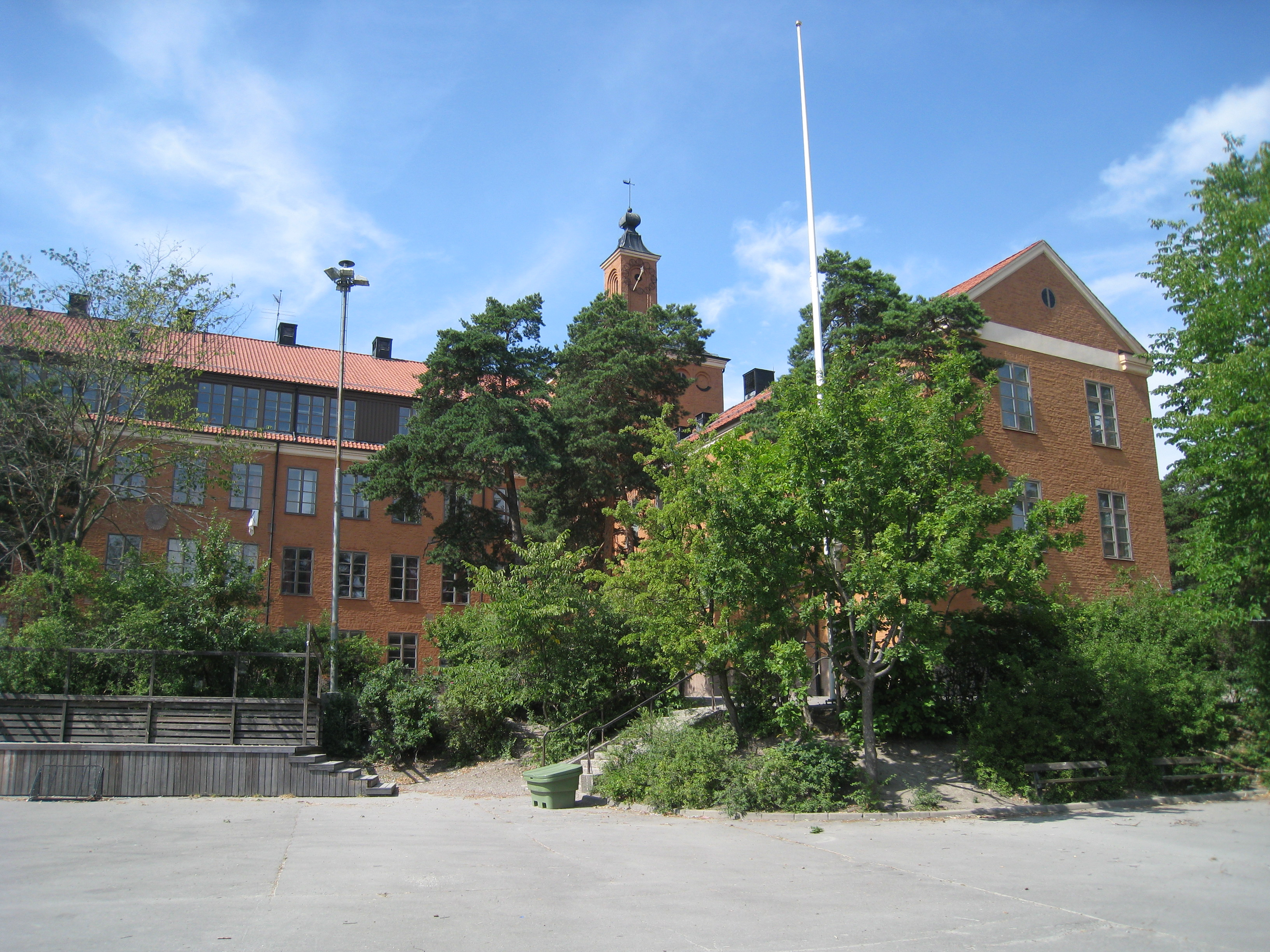
Tornskolan sedd från skolgården.
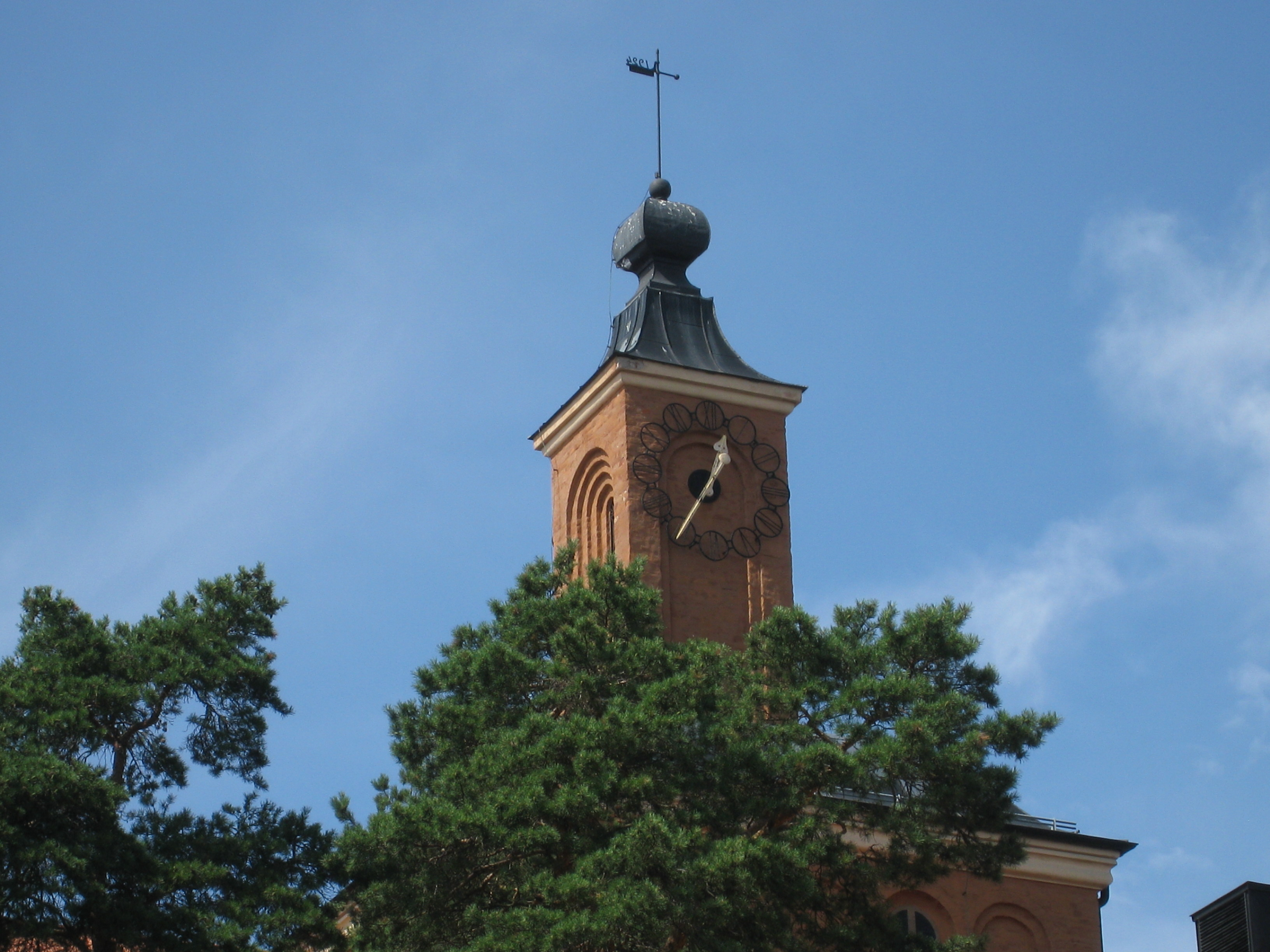
Klocktornet i närbild.
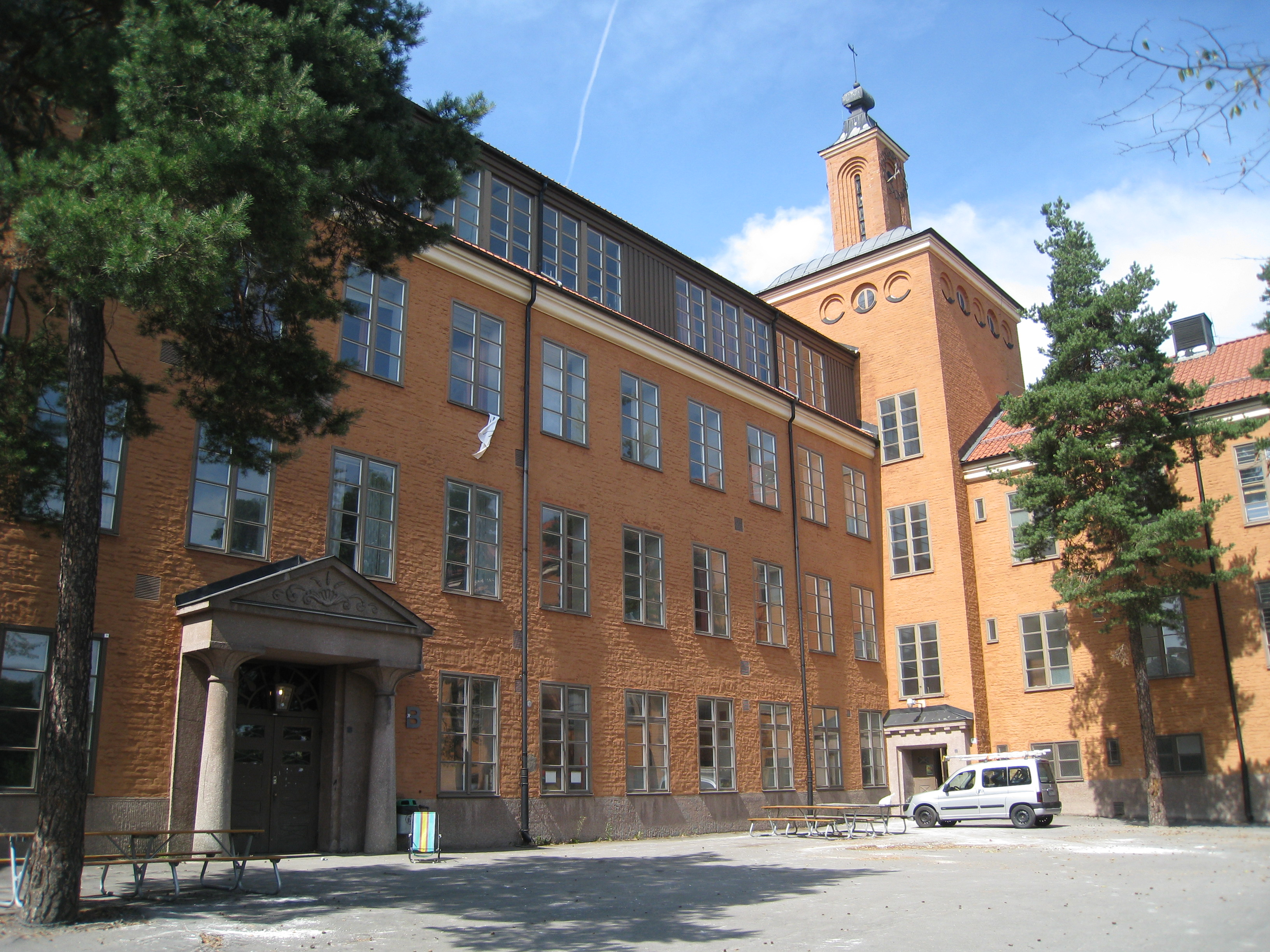
Tornskolan är byggd i en vinkel.
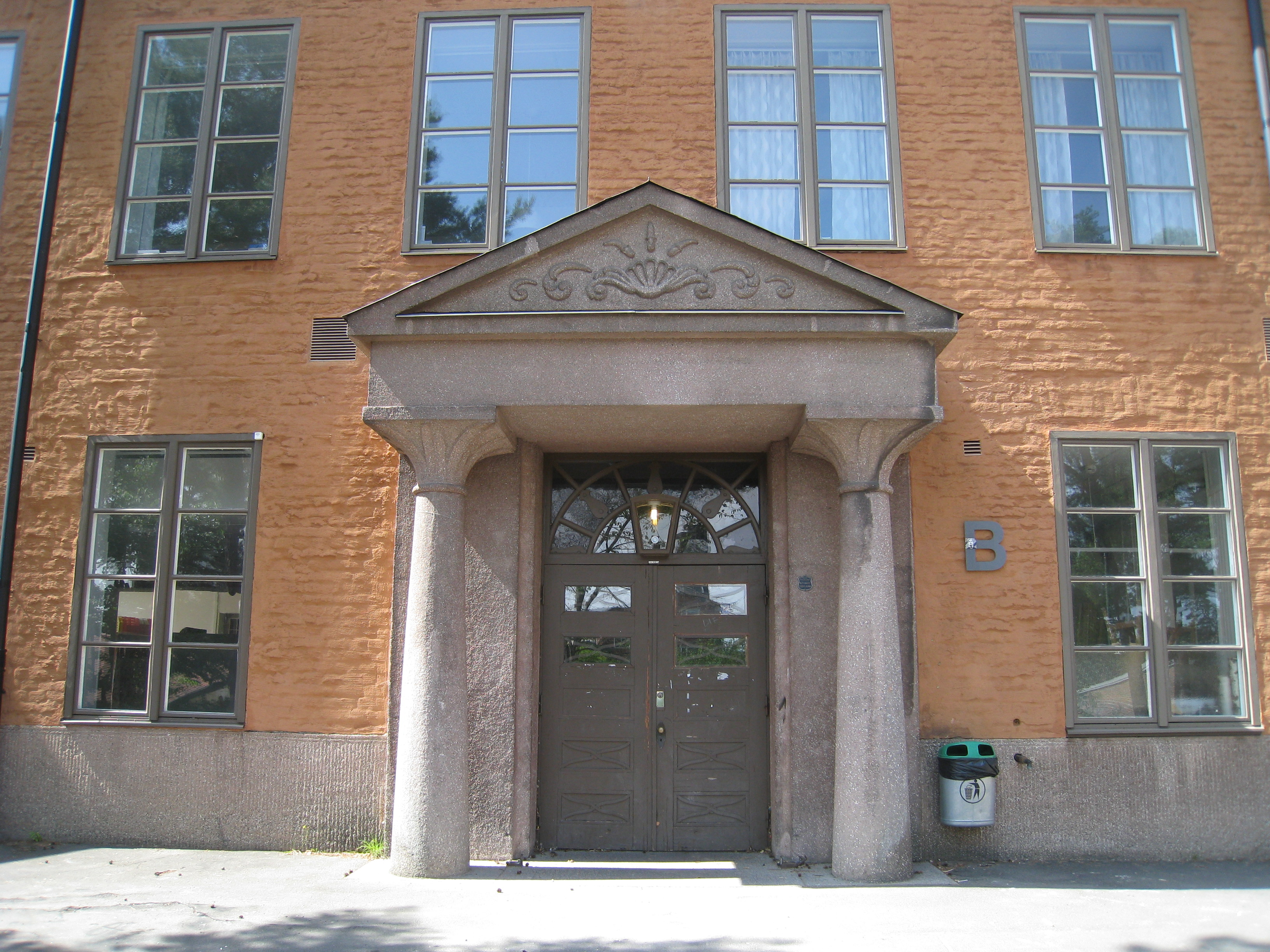
Tornskolans entré i den långa flygelbyggnaden.

## Konstnärlig utsmyckning
Utanför entré C2 står en stor skulptur i granit, som heter Öst är öst och väst är väst, skulpterad av Robert Nilsson och rest 1945. Skulpturen är fyrsidig och avbildar fyra människor. Dessa är en kines, en eskimå, en mexikan och en afrikanska. Det finna många detaljer från varje enskild persons miljö kring varje figur. Vidare finns på en annan del av skolgården två lekfigurer, en häst och en sköldpadda. Vid entré C5 finns det på den murade tegelväggen sex djurhuvuden i betong insprängda, till exempel en björn, en gris, ett får och en kanin. Skulpturerna heter Högre mål och sattes upp 2004, konstnären är Urban Engström. Både granitskulpturen av Robert Nilsson och djurhuvudena i betong av Urban Engström finns på Tranebergsvägen 73.

## Fotogalleri skulpturenÖst är öst och väst är västmed fyra människor

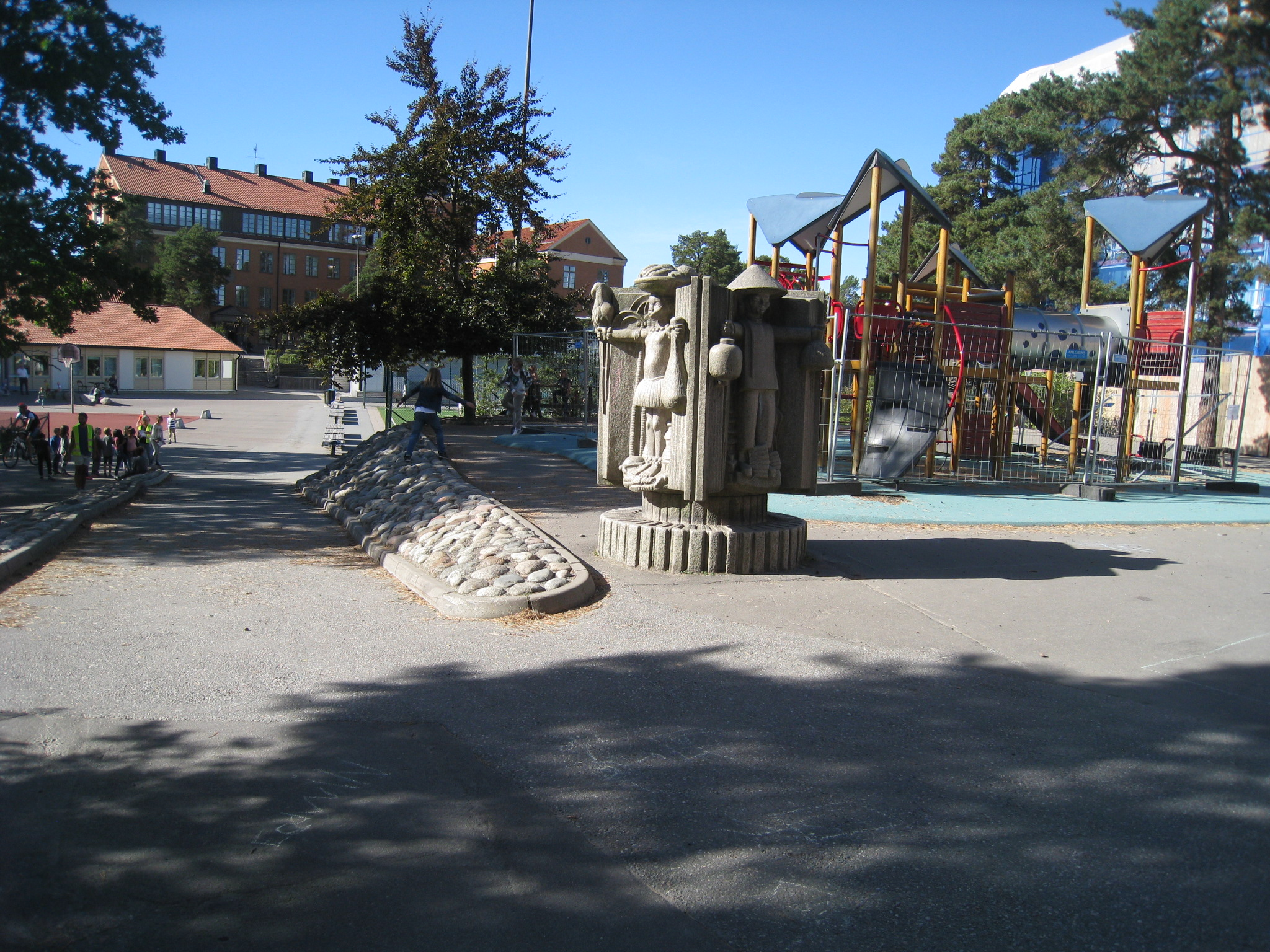
Skulpturen Öst är öst och väst är väst (1945) av Robert Nilsson.
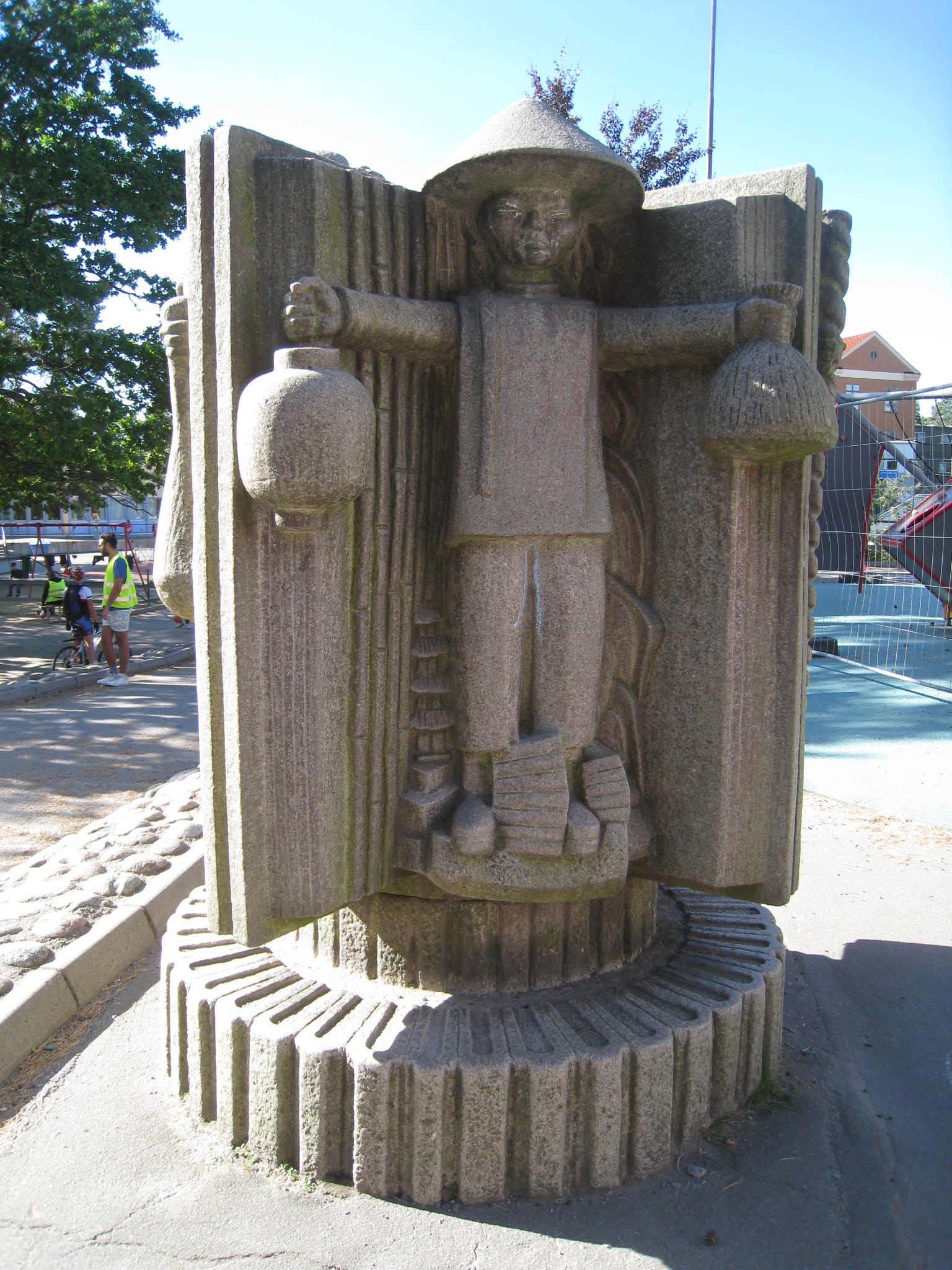
En kines.
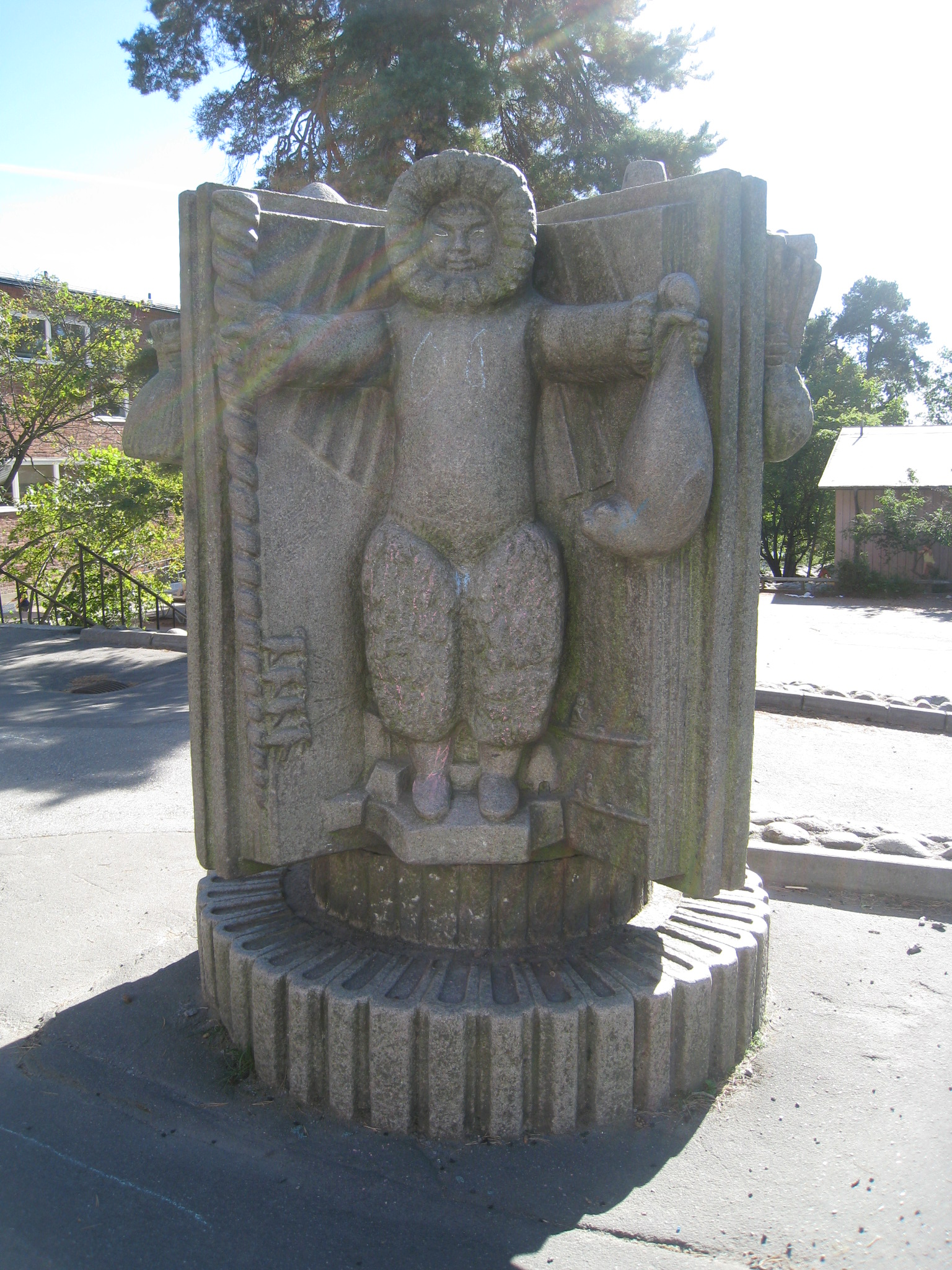
En eskimå.
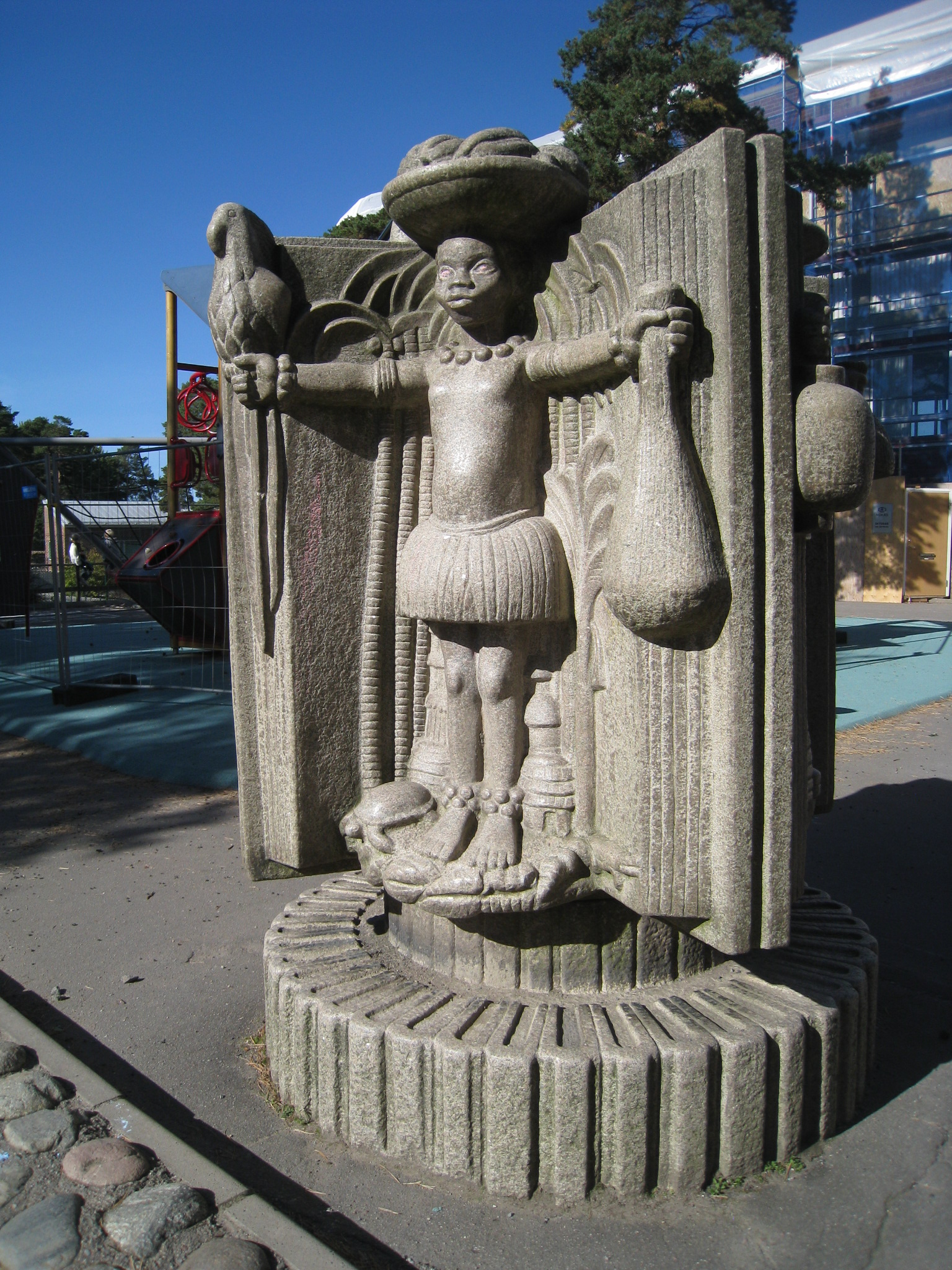
En mexikan.
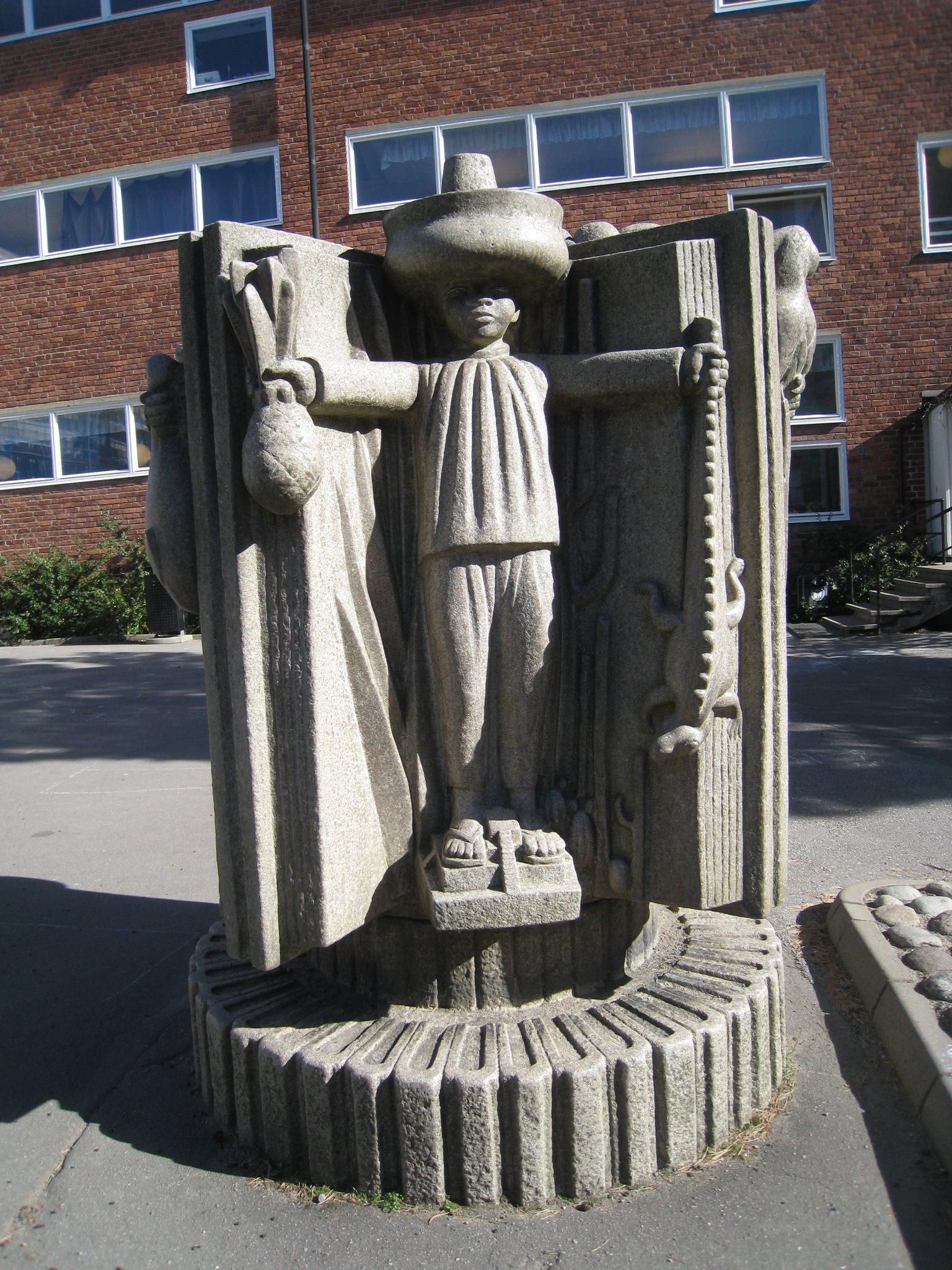
En afrikanska.